# Болотово (Ленинградская область)
Бо́лотово — деревня в Вындиноостровском сельском поселении Волховского района Ленинградской области.

## История
Впервые упоминается в Писцовой книге Водской пятины 1500 года как деревня Болото в  Михайловском на Пороге погосте Ладожского уезда.
На карте Санкт-Петербургской губернии Ф. Ф. Шуберта 1834 года обозначена деревня Болотова, состоящая из 23 крестьянских дворов.

БОЛОТОВО — деревня принадлежит Казённому ведомству, число жителей по ревизии: 56 м. п., 66 ж. п. (1838 год)

На карте профессора С. С. Куторги 1852 года отмечена деревня Болотово из 23 дворов.

БОЛОТОВО — деревня Ведомства государственного имущества, по просёлочной дороге, число дворов — 24, число душ — 60 м. п. (1856 год)

БОЛОТОВО — деревня казённая при реке Волхове, число дворов — 24, число жителей: 72 м. п., 76 ж. п.; Молельня раскольничья. (1862 год)

В конце XIX века деревня административно относилась к Михайловской волости 1-го стана Новоладожского уезда Санкт-Петербургской губернии, в начале XX века — 2-го стана.
С 1917 по 1919 год деревня Болотово входила в состав Помяловского сельсовета Михайловской волости Новоладожского уезда.
С 1919 года в составе Болотовского сельсовета Пролетарской волости.
С 1923 года в составе Помяловского сельсовета Волховского уезда.
С 1924 года вновь в составе Болотовского сельсовета.
Согласно данным переписи населения СССР 1926 года в деревне Болотово проживали 295 человек — все русские.
С 1927 года в составе Волховского района.
В 1928 году население деревни Болотово также составляло 295 человек.
По данным 1933 года деревня Болотово являлась административным центром Болотовского сельсовета Волховского района, в который входили 4 населённых пункта, деревни Болотово, Любыня, Теребочево, Чажешно, общей численностью населения 1177 человек.
По данным 1936 года в состав Болотовского сельсовета входили 4 населённых пункта, 234 хозяйства и 4 колхоза. Административным центром сельсовета была деревня Чажешно.

План деревни Болотово. 1941 год

Согласно топографической карте РККА 1941 года деревня насчитывала 47 дворов. В деревне находилась речная пристань.
С 1950 года в составе Братовищенского сельсовета.
С 1954 года в составе Прусыногорского сельсовета.
В 1958 году население деревни Болотово составляло 40 человек.
По данным 1966 года деревня Болотово также входила в состав Прусыногорского сельсовета Волховского района.
По данным 1973 и 1990 годов деревня Болотово входила в состав Волховского сельсовета Волховского района.
В 1997 году в деревне Болотово Вындиноостровской волости проживали 2 человека, в 2002 году — 1 человек (русский).
В 2007 году в деревне Болотово Вындиноостровского СП не было постоянного населения.

## География
Деревня расположена в юго-западной части района на автодороге 41А-006 (Зуево — Новая Ладога).
Расстояние до административного центра поселения — 5 км.
Расстояние до железнодорожной платформы Гостинополье — 8 км.
Деревня находится на левом берегу реки Волхов.

## Демография
| 1862 | 2002 | 2007 | 2010 | 2017 |
| ---- | ---- | ---- | ---- | ---- |
| 148  | ↘1   | ↘0   | ↗3   | ↗6   |

### Национальный состав
Согласно данным Всероссийской переписи населения 2021 года в деревне проживали 9 человек, все русские.